# Prado (kommun i Brasilien, Bahia, lat -17,32, long -39,23)
Prado är en kommun i Brasilien.   Den ligger i delstaten Bahia, i den östra delen av landet, 900 km öster om huvudstaden Brasília. Antalet invånare är 27 612. Arean är 1 665 kvadratkilometer.
Terrängen i Prado är platt.
Följande samhällen finns i Prado:
- Prado